# 教育総監
教育総監（きょういくそうかん、旧字体：敎育總監）は、日本陸軍の教育を掌る役職で、その事務は教育総監部が行った。
教育総監及び総監部は、明治20年5月31日に監軍部条例（明治20年勅令第18号）によって設置された監軍（事務は監軍部）が前身で、1898年（明治31年）1月20日に教育総監部条例（明治31年勅令第7号）により設置された、陸軍における教育統轄機関であり、所轄学校や陸軍将校の試験、全部隊の教育を掌った。ただし、航空に関しては航空総監部が教育の大半を行い、参謀の養成は参謀本部が管掌した。同年1月22日、東京市麹町区隼町1番地の元監軍部跡に開庁した。1901年4月28日、麹町区代官町に移転。1941年12月8日から15日にかけて、陸軍省、参謀本部、陸軍航空総監部共々、三宅坂一帯から市ヶ谷台の陸軍士官学校跡地に移転した。
総監は陸軍中将以上をもって補職され、陸軍大臣・参謀総長と総称して陸軍三長官と呼ばれた。
教育総監の発言は、その身分が陸軍最高官の一つであること、またその職権が将兵に対する教育カリキュラムに大きく影響することなどから重視された。
二・二六事件において、当職にあった渡辺錠太郎大将は天皇機関説に理解を示す発言をしたこと、また皇道派将校の首班であった真崎甚三郎大将の後任として当職に就任したことから皇道派の怒りを買い、高橋太郎少尉らの指揮する歩兵第3連隊の反乱軍によって自宅を襲撃され殺害される惨事となった。

## 歴代教育総監
| 代   | 氏名       | 在職期間                       | 出身       |
| ---- | ---------- | ------------------------------ | ---------- |
| 1    | 寺内正毅   | 1898年1月22日 - 1900年4月25日  | 長州藩     |
| 2    | 野津道貫   | 1900年4月25日 - 1904年3月17日  | 薩摩藩     |
| 3    | 寺内正毅   | 1904年3月17日 - 1905年5月9日   | 長州藩     |
| 4    | 西寛二郎   | 1905年5月9日 - 1908年12月21日  | 薩摩藩     |
| 5    | 大島久直   | 1908年12月21日 - 1911年9月6日  | 秋田藩     |
| 6    | 浅田信興   | 1911年9月6日 - 1914年4月22日   | 川越藩     |
| 7    | 上原勇作   | 1914年4月22日 - 1914年12月17日 | 陸士旧3期  |
| 8    | 一戸兵衛   | 1914年12月17日 - 1919年8月26日 | 陸士旧3期  |
| 9    | 大谷喜久蔵 | 1919年8月26日 - 1920年12月28日 | 陸士旧2期  |
| 10   | 秋山好古   | 1920年12月28日 - 1923年3月17日 | 陸士旧3期  |
| 11   | 大庭二郎   | 1923年3月17日 - 1926年3月2日   | 陸士旧8期  |
| 12   | 菊池慎之助 | 1926年3月2日 - 1927年8月26日   | 陸士旧11期 |
| 13   | 武藤信義   | 1927年8月26日 - 1932年5月26日  | 陸士3期    |
| 14   | 林銑十郎   | 1932年5月26日 - 1934年1月23日  | 陸士8期    |
| 15   | 真崎甚三郎 | 1934年1月23日 - 1935年7月16日  | 陸士9期    |
| 16   | 渡辺錠太郎 | 1935年7月16日 - 1936年2月26日  | 陸士8期    |
| 17   | 西義一     | 1936年3月5日 - 1936年8月1日    | 陸士10期   |
| 18   | 杉山元     | 1936年8月1日 - 1937年2月9日    | 陸士12期   |
| 19   | 寺内寿一   | 1937年2月9日 - 1937年8月26日   | 陸士11期   |
| 20   | 畑俊六     | 1937年8月26日 - 1938年2月14日  | 陸士12期   |
| 21   | 安藤利吉   | 1938年2月14日 - 1938年4月30日  | 陸士16期   |
| 22   | 西尾寿造   | 1938年4月30日 - 1939年9月12日  | 陸士14期   |
| 代理 | 河辺正三   | 1939年9月12日 - 1939年10月14日 | 陸士19期   |
| 23   | 山田乙三   | 1939年10月14日 - 1944年7月18日 | 陸士14期   |
| 24   | 杉山元     | 1944年7月18日 - 1944年7月22日  | 陸士12期   |
| 代理 | 野田謙吾   | 1944年7月22日 - 1944年11月22日 | 陸士24期   |
| 25   | 畑俊六     | 1944年11月23日 - 1945年4月7日  | 陸士12期   |
| 26   | 土肥原賢二 | 1945年4月7日 - 1945年8月25日   | 陸士16期   |
| 27   | 下村定     | 1945年8月25日 - 1945年10月15日 | 陸士20期   |

## 教育総監部の組織
設置当初の組織は、監軍部と同様に本部のほか騎兵監部・野戦砲兵監部・要塞砲兵監部・工兵監部・輜重兵監部を置いた。1900年（明治33年）3月から本部部長を参謀長と改称。1907年（明治40年）10月9日要塞砲兵監部を重砲兵監部と改称する。1908年（明治41年）12月参謀長を本部長と改称。本部に庶務・第1・第2の3課を置く。1919年（大正8年）4月から野砲兵監部と重砲兵監部は統合され砲兵監部となる。1938年（昭和13年）7月、本部に部制を採用し、第1部・第2部を置く。1941年（昭和16年）4月から化兵監部と通信兵監部が新設。騎兵監部を改組し機甲本部とし、陸軍省の外局となる。第1部は総務部と改称し、第2部は廃止された。1945年（昭和20年）3月から高射兵監部が新設される。
- 教育総監
  - 本部部長 → 参謀長（1900.3.）→ 本部長（1908.12.）
    - 第1部（1938.7.）→ 総務部（1941.4.）
      - 第1部長（1938.7.）→ 総務部長（1941.4.）
      - 庶務課（1908.12.）
      - 第1課（1908.12.）
      - 第2課（1908.12.）
      - 第3課（1938.7.）

    - 第2部（1938.7.）→ 廃止（1941.4.）
      - 第2部長（1938.7.）→ 廃止（1941.4.）
      - 第4課（1938.7.）→ 機甲本部（1941.4.）
      - 第5課（1938.7.）→（化兵監部、1941.4.）
      - 第6課（1938.7.）→（通信兵監部、1941.4.）

  - 騎兵監 → 機甲本部（1941.4.）
  - 野戦砲兵監 → （砲兵監、1919.4.）
  - 要塞砲兵監 → 重砲兵監（1907.10.）→ （砲兵監、1919.4.）
  - 砲兵監（1919.4.）
  - 工兵監
  - 輜重兵監
  - 化兵監（1941.4.）
  - 通信兵監（1941.4.）
  - 高射兵監（1945.3.）

### 本部長
本部部長
- 大谷喜久蔵 歩兵大佐：1898年3月3日 - 1900年4月25日

参謀長
- 大久保春野 中将：1900年4月25日 - 1902年5月5日
- 上田有沢 中将：1902年5月5日 - 1904年3月17日
- （兼）高木作蔵 少将：1904年3月23日 - 1904年12月27日
- 原口兼済 少将：1904年12月27日 - 1906年2月5日
- 中村覚 少将：1906年2月5日 - 1907年1月28日
- 大谷喜久蔵 少将：1907年1月28日 - 1908年12月19日

本部長
- 大谷喜久蔵 少将：1908年12月19日 - 1909年9月3日
- 本郷房太郎 少将：1909年9月3日 - 1913年5月7日
- 斎藤力三郎 少将：1913年5月14日 - 1914年11月26日
- 栗田直八郎 少将：1914年11月26日 - 1916年1月21日
- 山梨半造 少将：1916年1月21日 -
- 菊池慎之助 中将：1918年10月10日 -
- 尾野実信 中将：1919年11月25日 - 1921年6月11日
- 児島惣次郎 中将：1921年6月15日 -
- 宇垣一成 中将：1922年5月13日 -
- 津野一輔 中将：1923年10月10日 - 1924年1月7日
- 渡辺寿 中将：1924年1月9日 -
- 岸本鹿太郎 中将：1926年7月28日 -
- 林銑十郎 中将：1928年8月10日 -
- 林仙之 中将：1929年8月1日 -
- 荒木貞夫 中将：1931年8月1日 - 12月13日
- 川島義之 中将：1932年1月9日 -
- 香椎浩平 中将：1932年5月26日 - 1934年3月5日[3]
- 林桂 中将：1934年3月5日 -
- 中村孝太郎 中将：1935年12月2日 - 1937年2月2日
- 香月清司 中将：1937年3月1日 - 7月11日
- 安藤利吉 中将：1937年8月2日 - 1938年5月25日
- 山脇正隆 中将：1938年7月15日 - 12月10日
- 河辺正三 少将：1939年1月31日 -
- 今村均 中将：1940年3月9日 - 1941年6月28日
- 黒田重徳 中将：1941年7月1日 -
- 清水規矩 中将：1942年7月1日 -
- （扱）西原貫治 中将：1943年5月19日 -
- 野田謙吾 中将：1943年10月1日 -
- 原守 中将：1945年4月7日 - 8月22日

### 総務部
第1部長
- 神田正種 少将：1938年7月15日 - 1939年10月2日
- 小林浅三郎 少将：1939年12月1日 -
- 岡崎清三郎 少将：1940年12月2日 - 1941年4月9日

総務部長
- 岡崎清三郎 少将：1941年4月10日 -
- 後藤光蔵 少将：1941年10月15日 -
- 欠：1944年4月17日 -
- 小池龍二 少将：1945年2月20日 - 4月1日
- 今井一二三 少将：1945年4月13日 - 8月7日
- 松村弘 少将：1945年8月22日 - 9月28日

### 第2部
部長
- 野田謙吾 少将：1938年7月15日 -
- 星野利元 少将：1939年10月2日 - 1941年4月9日

### 騎兵監部
騎兵監
- 佐野延勝 大佐：1887年6月3日 - 1898年2月2日
- （兼）大蔵平三 騎兵大佐：1898年2月15日 -
- 原田良太郎 少将：1899年10月28日 - 1903年3月24日（死去）
- 渋谷在明 少将：1903年4月2日 -
- （兼）大蔵平三 少将：1904年2月19日 - 1906年2月6日
- 秋山好古 少将：1906年2月6日 - 1913年1月15日
- 豊辺新作 少将：1913年1月15日 - 1917年8月6日
- 鈴木荘六 少将：1917年8月6日 -
- 森岡守成 少将：1919年3月18日 - 1921年7月20日
- 大島又彦 少将：1921年7月20日 -
- 南次郎 中将：1924年8月20日 - 1926年3月2日[4]
- 三好一 少将：1926年3月2日 -
- 森寿 少将：1929年7月1日 - 1930年11月7日
- 柳川平助 少将：1930年12月22日 - 1932年8月8日[5]
- 吉岡豊輔 中将：1932年8月8日 -
- 宇佐美興屋 中将：1934年8月1日 - 1935年8月1日[6]
- 蓮沼蕃 中将：1935年8月1日[6] -
- 飯田貞固 中将：1936年12月1日 -
- 中山蕃 中将：1937年8月26日 -
- 吉田悳 中将：1939年10月2日 - 1941年4月10日（陸軍機甲本部へ改組）

管轄学校
- 陸軍騎兵実施学校 → 陸軍騎兵学校
- 陸軍戦車学校

### 野戦砲兵監部
野戦砲兵監
- 黒田久孝 少将：1890年9月30日 - 1895年4月6日
- 黒瀬義門 少将：1895年7月22日 -
- 柴野義広 砲兵大佐：1896年10月19日 - 1902年5月5日
- 伊地知幸介 少将：1902年5月5日 - 1904年1月22日
- （兼）豊島陽蔵 少将：1904年1月22日 - 1904年3月19日
- 伊地知幸介 少将：1904年3月19日 - 1906年2月6日
- 大迫尚道 少将：1906年2月6日 - 1910年11月30日
- 藤井茂太 中将：1910年11月30日 - 1913年8月22日
- 星野金吾 少将：1913年8月22日 - 1916年8月18日
- 成田正峰 少将：1916年8月18日 - 1917年8月6日
- 木下宇三郎 中将：1917年8月6日 - 1919年4月15日

※重砲兵監と統合し砲兵監となる。
管轄学校
- 陸軍野戦砲兵射撃学校

### 要塞砲兵監部
要塞砲兵監
- 牧野毅 少将：1890年9月30日 - 1894年9月1日
- （代）野間駧 中佐：1894年10月5日 - 1895年6月5日
- 塩屋方圀 少将：1895年7月22日 - 1896年10月14日
- 黒瀬義門 少将：1896年10月19日 - 1902年5月5日
- 豊島陽蔵 少将：1902年5月5日 - 1907年10月9日

※重砲兵監と改称。
管轄学校
- 陸軍要塞砲兵射撃学校

### 重砲兵監部
重砲兵監
- 豊島陽蔵 少将：1907年10月9日 - 1912年9月28日
- 山口勝 少将：1912年9月28日 - 1914年8月8日
- 佐藤鋼次郎 少将：1914年8月8日 - 1917年8月6日
- 筑紫熊七 中将：1917年8月6日 -
- 渡辺岩之助 中将：1918年11月1日 - 1919年4月15日

※野戦砲兵監と統合し砲兵監となる。
管轄学校
- 陸軍重砲兵射撃学校

### 砲兵監部
砲兵監
- 渡辺岩之助 中将：1919年4月15日 - 1922年8月15日[7]
- 鈴木孝雄 中将：1922年8月15日 -
- 波多野義彦 少将：1924年2月4日 -
- 金山久松 中将：1926年3月2日 -
- 坂部十寸穂 中将：1928年3月8日 -
- 大橋顧四郎 中将：1930年8月1日 -
- 畑俊六 中将：1931年8月1日 -
- 入江仁六郎 中将：1933年8月1日 -
- 伊東政喜 中将：1934年8月1日 - 1936年3月23日[8]
- 山室宗武 中将：1936年3月23日 -
- 井関隆昌 少将：1937年8月14日 -
- 木本益雄 中将：1938年6月18日 -
- 平田健吉 中将：1940年8月1日 -
- 重田徳松 中将：1943年3月1日 -
- 山室宗武 中将：1944年7月8日 - 8月8日
- 谷口春治 少将：1944年8月22日 -
- 山室宗武 中将：1945年3月19日 -

管轄学校
- 陸軍要塞砲兵射撃学校 → 陸軍野戦砲兵学校
- 陸軍重砲兵射撃学校 → 陸軍重砲兵学校
- 陸軍防空学校

### 工兵監部
工兵監
- 別役成義 大佐：1887年6月3日 -
- 矢吹秀一 大佐：1890年8月25日 -
- 上原勇作 少将：1901年7月24日 -
1904年6月 - 1906年1月 日露戦争における第4軍参謀長就任に伴い、以下のとおり、代行等を置く。
  - （代）太田徳三郎 中将：1904年6月25日 - 9月7日死去
  - （事務取扱）北川武 工兵大佐：1905年1月13日 - 3月11日
  - （事務取扱）榊原昇造 工兵大佐：1905年3月11日 - 1905年11月30日
  - （兼）榊原昇造 少将：1905年11月30日 -
- 上原勇作 少将：1906年2月3日 - 1908年12月21日
- 落合豊三郎 少将：1908年12月21日 - 1914年5月11日
- 近野鳩三 少将：1914年5月11日 -
- 山田陸槌 中将：1919年7月25日 -
- 谷田繁太郎 少将：1921年6月15日 -
- 曽田孝一郎 少将：1922年8月15日 -
- 静間知次 中将：1926年3月2日 - 12月7日死去
- 佐藤信 少将：1926年12月10日 -
- 若山善太郎 少将：1929年8月1日 -
- 杉原美代太郎 少将：1932年1月9日 -
- 岩越恒一 中将：1933年8月1日 -
- 佐村益雄 中将：1935年3月15日 -
- 松井命 中将：1936年3月7日 -
- 牛島実常 中将：1937年3月1日 - 1938年6月23日
- 桑原四郎 少将：1938年7月15日 -
- 林柳三郎 中将：1940年8月1日 - 1942年4月5日
- 服部暁太郎 中将：1942年4月15日 -
- 河田末三郎 中将：1944年3月1日 - 
1944年7月第73師団長に親補に伴い、以下のとおり、代行を置く。
  - （代）吉岡善四郎 少将（陸軍工兵学校長）：1944年7月8日 -
- 吉岡善四郎 少将：1944年11月22日 -

管轄学校
- 陸軍工兵学校
- 陸軍通信学校 → 通信兵監隷下へ

### 輜重兵監部
輜重兵監
- （心得）徳田正稔 中佐：1887年6月9日 - 1899年5月7日
- 徳田正稔 大佐：1889年9月12日 -
- 原田良太郎 輜重兵中佐：1891年11月7日 - 1897年9月28日
- （扱）原田良太郎 少将：1897年10月2日 -
- （兼）原田良太郎 少将：1898年10月1日 -
- 原田良太郎 少将：1899年2月10日 - 10月28日
- 岡田貫之 輜重兵大佐：1899年10月28日 -
- 渋谷在明 少将：1906年2月6日 - 1914年5月11日
- 足立愛蔵 中将：1914年5月11日 - 1916年1月21日
- 小笠原健吉 少将：1916年1月21日 - 1917年8月6日
- 布施慶助 少将：1917年8月6日 -
- 川瀬亨 少将：1924年2月4日 -
- 服部英男 少将：1926年3月2日 -
- 横須賀辰蔵 少将：1929年3月16日 -
- 井上達三 中将：1932年12月7日 - 1935年8月1日[9]
- 佐々木吉良 少将：1935年8月1日 - 1936年4月16日
- 今村基成 少将：1936年4月22日 -
- 関亀治 少将：1937年8月2日 -
- 井出鉄蔵 少将：1939年3月9日 -
- 武内俊二郎 少将：1940年10月22日 -
- 柴山兼四郎 中将：1941年10月15日 -
- 落合忠吉 中将：1942年4月1日 - 1944年3月20日
- 物部長鉾 中将：1944年4月6日 -
- （扱）中村肇 少将：1944年7月8日 -
- 中村肇 少将：1944年11月22日 -
- 落合忠吉 中将：1945年6月16日 -

管轄学校
- 陸軍自動車学校
- 陸軍輜重兵学校

### 化兵監部
化兵監
- 町尻量基 中将：1941年4月10日 -
- 西原貫治 中将：1942年11月10日 -
- 白銀義方 少将：1944年2月7日 -
- 欠：1944年7月8日 -
- 宮本清一 少将：1944年12月11日 -

管轄学校
- 陸軍習志野学校

### 通信兵監部
通信兵監
- 百武晴吉 中将：1941年4月10日 -
- 欠：1942年5月5日 -
- 川並密 中将：1942年12月1日 -
- 欠：1944年7月8日 -
- 石川浩三郎 中将：1944年11月22日 -
- 川並密 中将：1945年3月19日 -

管轄学校
- 陸軍通信学校
- 東京陸軍少年通信兵学校
- 村松陸軍少年通信兵学校

### 高射兵監部
高射兵監
- 武田馨 中将：1945年3月19日 - 9月8日

管轄学校
- 千葉陸軍高射学校

### 総監管轄学校
- 陸軍士官学校 (日本)：明治3年の兵学寮が前身。昭和20年9月30日閉鎖。
- 陸軍予科士官学校
- 陸軍予備士官学校 (日本)
- 陸軍幼年学校
- 陸軍砲工学校 → 陸軍科学学校
- 陸軍戸山学校
- 陸軍歩兵学校
- 陸軍教導学校
- 陸軍公主嶺学校